# Eutanyacra
Eutanyacra is een geslacht van insecten uit de orde vliesvleugeligen (Hymenoptera) en de familie Ichneumonidae.

## Soorten
- E. abacula (Cresson, 1874)
- E. alboannulata Cameron, 1907
- E. cingulatoria Heinrich, 1965
- E. consignata (Cresson, 1867)
- E. crispatoria (Linnaeus, 1758)
- E. chillcotti Heinrich, 1956
- E. declinatoria (Berthoumieu, 1896)
- E. glaucatoria (Fabricius, 1793)
- E. hiemans Heinrich, 1961
- E. improvisa (Cresson, 1867)
- E. izucara (Cresson, 1873)
- E. jucunda (Kriechbaumer, 1882)
- E. licitatoria (Erichson, 1842)
- E. melanotarsis Heinrich, 1972
- E. miraculosa Heinrich, 1961
- E. munda (Kokujev, 1909)
- E. munifica (Cresson, 1867)
- E. oppilata (Cameron, 1884)
- E. pallidicornis (Gravenhorst, 1829)
- E. pallidicoxis Cameron, 1903
- E. paranda (Cresson, 1874)
- E. perannulata (Hopper, 1938)
- E. picta (Schrank, 1776)
- E. pycnopus Heinrich, 1961
- E. rasnitsyni Heinrich, 1978
- E. ruficornis (Berthoumieu, 1894)
- E. saguenayensis (Provancher, 1888)
- E. solitaria Heinrich, 1961
- E. stramineomaculata Cameron, 1903
- E. succincta (Brulle, 1846)
- E. suturalis (Say, 1835)
- E. trivittata Heinrich, 1961
- E. ustzazae (Heinrich, 1978)
- E. valdenigra Heinrich, 1958
- E. validiceps Heinrich, 1961
- E. vilissima Heinrich, 1961
- E. vilissimops Heinrich, 1971